# Никитинские субботники (литературный кружок)
Никитинские субботники — литературно-художественный кружок (1914—1933), организованный журналисткой, поэтессой, редактором и литературным критиком Евдоксией Федоровной Никитиной.

## Место проведения
Москва, Газетный переулок, 3, кв. 7; с 1930 — Тверской бульвар, 24, кв. 8

## История
Кружок был создан Е. Ф. Никитиной по инициативе профессоров Московского университета И. Н. Розанова, П. Н. Сакулина и А. Н. Веселовского.
В 1914 году Никитина организовала субботние встречи, посвященные литературе. Их посещали и молодые люди, и литераторы и филологи с большим опытом. Во время Гражданской войны собрания кружка происходили в Ростове-на-Дону. После победы «красных» Никитина вернулась в Москву и возобновила встречи.
В отличие от других литературных объединений Москвы на субботних встречах в доме Никитиной не было громких споров и ссор. Также хозяйка организовала при кружке своё собственное издательство.
О «Никитинских субботниках» не сохранилось много информации, отчасти потому что сама Никитина была скрытной и позволяла другим додумывать правду о её жизни и деятельности.
В 1922 году при кружке появилось своё издательство «Никитинские субботники», которое в 1931 году при сворачивании НЭПа вошло в состав крупного издательства «Федерация»; также общество издавало альманах «Свиток», литературоведческие и литературные сочинения.
Спустя тридцать лет литературное объединение получило большую известность. Статьи о «Никитинских субботниках» можно было встретить в «Литературной газете», «Литературной России», «Неделе», «Правде», «Вечерней Москве», «Комсомольской правде», «Труде», «Московском комсомольце», «Учительской газете», «Гудке», журналах «Вопросы литературы», «В мире книг», «Москва», «Нева», «Наш современник», «Наука и жизнь», «Отчизна», «Работница», «Огонек», «Смена (газета)» и др.

## Участники
Среди участников «Никитинских субботников» были студенты-выпускники Московского университета и Высших женских курсов, писатели и литературоведы, в том числе Ю. И. Айхенвальд, Л. П. Гроссман, Л. М. Леонов, А. С. Новиков-Прибой, Б. А. Пильняк, П. С. Романов, А. С. Неверов, Л. Н. Сейфуллина, В. М. Инбер, И. Л. Сельвинский, Д. Д. Благой, К. И. Чуковский, К. Л. Зелинский, Н. К. Гудзий, Н. К. Пиксанов, А. В. Луначарский, Н. Л. Бродский, а также артисты В. И. Качалов, М. М. Блюменталь-Тамарина, А. А. Яблочкина, И. М. Москвин и художники К. Ф. Юон, Е. Е. Лансере, Кукрыниксы.